# Colpotrochia fasciata
Colpotrochia fasciata là một loài tò vò trong họ Ichneumonidae.